# Eddy Annys
Eddy Annys  (Wilrijk, 15 december 1958) is een Belgische voormalige hoogspringer. Hij is nog steeds Belgisch recordhouder, zowel outdoor (2,36 m) als in zaal (2,31 m). Hij nam eenmaal deel aan de Olympische Spelen, maar won hierbij geen medailles.

## Loopbaan
Met zijn persoonlijk record van 2,36 zou Annys nog altijd tot de wereldtop behoren. Typerend voor hem was dat hij dit record vestigde op een kleine meeting in Gent, terwijl het hem op grote kampioenschappen niet zo goed verging. Nadeel was natuurlijk dat hij als amateur moest opboksen tegen echte professionele atleten.
Eddy Annys werd in 1983 uitgeroepen tot Belgisch sportman van het jaar. In 1984 vertegenwoordigde hij België op de Olympische Spelen. Met een sprong van 2,21 werd hij uitgeschakeld in de kwalificatieronde. Twee jaar later behaalde hij met 2,28 een bronzen medaille op de Europese indoorkampioenschappen in Madrid.
Eddy Annys was in 1987 ook te zien in de legendarische eerste aflevering van Pak de poen, de show van 1 miljoen.
In de "Man bijt hond" aflevering van 15 maart 2011 was hij te zien bij de rubriek "Op rust".

## Belgische kampioenschappen
Outdoor
| Onderdeel    | Jaar       |
| ------------ | ---------- |
| hoogspringen | 1983, 1985 |

Indoor
| Onderdeel    | Jaar |
| ------------ | ---- |
| hoogspringen | 1986 |

## Persoonlijke records
| Onderdeel            | Prestatie   | Datum           | Plaats    |
| -------------------- | ----------- | --------------- | --------- |
| hoogspringen (outd.) | 2,36 m (NR) | 26 mei 1985     | Gent      |
| hoogspringen (ind.)  | 2,31 m (NR) | 19 januari 1986 | Simmerath |

## Palmares
hoogspringen
- 1977: 6e EK junioren in Donetsk - 2,07 m
- 1978:  BK AC - 2,17 m
- 1979:  BK AC - 2,14 m
- 1983:  BK AC - 2,34 m
- 1983:  Universiade - 2,29 m
- 1983: 14e WK - 2,19 m
- 1984: 15e in kwal. OS - 2,21 m
- 1985: 4e EK indoor - 2,24 m
- 1985:  BK AC - 2,20 m
- 1986:  BK indoor AC - 2,20 m
- 1986:  EK indoor - 2,28 m

## Onderscheidingen
- Gouden Spike - 1981
- Nationale trofee voor sportverdienste - 1983
- Vlaams Sportjuweel - 1983
- Sportman van het jaar - 1983

1982 Annie Lambrechts · 1983 Eddy Annys · 1984 Ingrid Berghmans · 1985 niet uitgereikt · 1986 William Van Dijck · 1987 Wim Van Belleghem · 1988 Robert Van de Walle · 1989 niet uitgereikt · 1990 Ulla Werbrouck · 1991 Sabine Appelmans · 1992 Annelies Bredael · 1993 Gella Vandecaveye · 1994 Brigitte Becue · 1995 Fred Deburghgraeve · 1996 Luc Van Lierde · 1997 Stefan Everts · 1998 Sven Nys · 1999 Marleen Renders · 2000 Filip Meirhaeghe · 2001 Kim Clijsters · 2002 Kim Gevaert · 2003 Benny Vansteelant · 2004 Gino De Keersmaeker · 2005 Kathleen Smet · 2006 Tia Hellebaut · 2007 estafetteploeg 4x100m dames · 2008 Kenny De Ketele · 2009 Tom Goegebuer · 2010 Cédric Van Branteghem · 2011 Evi Van Acker · 2012 Hans Van Alphen and Marieke Vervoort · 2013 Frederik Van Lierde · 2014 Bart Swings · 2015 Jaouad Achab · 2016 Peter Genyn · 2017 Seppe Smits · 2018 Nina Derwael · 2019 Emma Meesseman · 2020 niet uitgereikt · 2021 Belgische hockeyploeg (mannen) · 2022 Remco Evenepoel  · 2023 Lotte Kopecky
1928 Louis Crooy en Victor Groenen · 1929 Georges Ronsse · 1930 Hyacinthe Roosen · 1931 René Milhoux en Jules Tacheny · 1933 Jef Scherens · 1934 Union Sint-Gillis · 1935 Arnold de Looz-Corswarem · 1936 Ernest Demuyter · 1937 Joseph Mostert · 1938 Hubert Carton de Wiart · 1939 Henry de Menten de Horne · 1940 Fernande Caroen · 1941 Jan Guilini · 1942 Pol Braekman · 1943 Albert de Ligne · 1944 niet toegekend · 1945 vliegend personeel van de Belgische sectie van de Royal Air Force · 1946 Gaston Reiff · 1947 Micheline Lannoy en Pierre Baugniet · 1948 Etienne Gailly · 1949 Feru Moulin · 1950 Briek Schotte · 1951 Johny Claes en Jacques Ickx · 1952 André Noyelle · 1953 bemanning van het jacht Omoo (zeilsport) · 1954 Adolf Verschueren · 1955 Roger Moens · 1956 Gilberte Thirion · 1957 Jacky Brichant en Philippe Washer · 1958 René Baeten · 1959 Belgische hockeyploeg bij de mannen · 1960 Flory Van Donck · 1961 Rik Van Looy · 1962 Gaston Roelants · 1963 Aureel Vandendriessche · 1964 Joël Robert · 1965 Eerste Jachtwing van de Belgische Luchtmacht · 1966 Raymond Ceulemans · 1967 Ferdinand Bracke en Eddy Merckx · 1968 Jacky Ickx · 1969 Serge Reding · 1970 Freddy Herbrand · 1971 Miel Puttemans · 1972 Karel Lismont · 1973 Roger De Coster · 1974 Paul Van Himst · 1975 Jean-Pierre Burny · 1976 Ivo Van Damme · 1977 Gaston Rahier · 1978 RSC Anderlecht · 1979 Robert Van de Walle · 1980 Belgische voetbalploeg bij de mannen · 1981 Annie Lambrechts · 1982 Ingrid Berghmans · 1983 Eddy Annys · 1984 André Malherbe · 1985 niet toegekend · 1986 William Van Dijck · 1987 Ingrid Lempereur · 1988 Eric Geboers · 1989 Michel Preud'homme · 1990 Jan Ceulemans · 1991 Jean-Michel Saive · 1992 Annelies Bredael · 1993 Vincent Rousseau · 1994 Brigitte Becue · 1995 Frédérik Deburghgraeve · 1996 Johan Museeuw · 1997 Luc Van Lierde · 1998 Ulla Werbrouck · 1999 Gella Vandecaveye · 2000 Joël Smets · 2001 Kim Clijsters en Justine Henin · 2002 Marc Wilmots · 2003 Stefan Everts · 2004 Axel Merckx · 2005 Tom Boonen · 2006 Kim Gevaert en Tia Hellebaut · 2007 4x100m-estafetteploeg voor vrouwen · 2008 niet toegekend · 2009 Philippe Gilbert · 2010 Philippe Le Jeune · 2011 Kevin Borlée · 2012 Evi Van Acker · 2013 Frederik Van Lierde · 2014 Daniel Van Buyten · 2015 4x400m-estafetteploeg voor mannen · 2016 Nafissatou Thiam · 2017 David Goffin · 2018 Nina Derwael · 2019 Belgische hockeyploeg bij de mannen · 2020 Wout van Aert · 2021 Bashir Abdi · 2022 Remco Evenepoel · 2023 Bart Swings · 2024 Lotte Kopecky